# Kroatiska rallyt
Kroatiska rallyt är en deltävling i rally-VM med bas i Zagreb. 
Rallyt startade på 1970-talet som en nationell tävling under namnet Delta Rally. Från 2007 ingick tävlingen i Europamästerskapet i rally och sedan 2021 ingår tävlingen i FIA:s rally-VM.

## Vinnare av Kroatiska rallyt (WRC)
| År   | Vinnare                          | Bil                    |
| ---- | -------------------------------- | ---------------------- |
| 2024 | Sébastien Ogier Vincent Landais  | Toyota GR Yaris Rally1 |
| 2023 | Elfyn Evans Scott Martin         | Toyota GR Yaris Rally1 |
| 2022 | Kalle Rovanperä Jonne Haltunen   | Toyota GR Yaris Rally1 |
| 2021 | Sébastien Ogier Julien Ingrassia | Toyota Yaris WRC       |